# 井関仭
井関 仭（いせき みつる、1888年（明治21年）12月12日 - 1956年（昭和31年）4月2日）は、大日本帝国陸軍軍人。最終階級は陸軍中将。

## 経歴
1888年（明治21年）に兵庫県で生まれた。陸軍士官学校第22期、陸軍大学校第31期卒業。1933年（昭和8年）に陸軍砲兵大佐進級と同時に独立山砲兵第1連隊長に就任し、1935年（昭和10年）に参謀本部防衛課長に転じた。二・二六事件が発生した際には、戒厳司令部第1課長としてその対処に当たった。1937年（昭和12年）10月30日に免軍令部部員の辞令が出ている。
同年11月に陸軍少将に進級し、野戦重砲兵第3旅団長に就任。1939年（昭和14年）に陸軍野戦砲兵学校長を経て、1940年（昭和15年）8月に陸軍中将に進級と同時に第36師団長に親補され、日中戦争に出動。百団大戦での反撃戦、中原会戦、陵川作戦、沁河作戦などで大なる戦果を収めた。1943年（昭和18年）2月28日に参謀本部附となり、4月15日に予備役に編入された。
11月5日に召集され、留守第52師団長となる。1945年（昭和20年）3月31日に東北軍管区兵器部長に転じ、7月5日に関東軍総司令部附を経て、7月16日に第134師団長に親補された。

## 栄典
勲章
- 1940年（昭和15年）8月15日 - 紀元二千六百年祝典記念章[8]